# Klaus Iwanzik
Klaus Iwanzik (* 5. September 1940) ist ein ehemaliger deutscher Fußballspieler, der für Fortuna Düsseldorf in der Fußball-Bundesliga spielte. Er wurde sowohl in der Abwehr als auch im Mittelfeld eingesetzt.

## Karriere
Der aus Ostpreußen stammende Iwanzik wuchs in Wesuwe bei Meppen im Emsland auf. Über den SV Wesuwe und dem SV Union Meppen gelangte er in die Jugend des SV Meppen. Von dort gelang ihm der Übergang in den Seniorenbereich. Iwanzik erarbeitete sich schnell einen Stammplatz in der 1. Mannschaft und trug 1961 wesentlich zum Aufstieg in die damals höchste Amateurklasse bei. Es folgte ein Angebot des VfL Osnabrück, welches Iwanzik annahm. In Osnabrück wurde er zu einem der auffälligsten Akteure in seinem Team. Als offensiver Mittelfeldspieler bestritt er 143 Spiele in Ober- und Regionalliga für den VfL und erzielte dabei 20 Tore.
1967 begleitete Iwanzik seinen von Fortuna Düsseldorf umworbenen Mannschaftskameraden Günter Pröpper zu einem Probetraining nach Düsseldorf. In einem Trainingsspiel überzeugte dabei Iwanzik die Fortuna-Verantwortlichen, so dass er einen Vertrag bekam. Auch in Düsseldorf erkämpfte sich Iwanzik schnell einen Stammplatz und gehörte zu der von Heinz Lucas aufgebauten Mannschaft, die 1971 in die Fußball-Bundesliga aufstieg. Nach nur einer Bundesliga-Saison, in der er 21 Spiele für die Fortuna bestritt und dabei einen Treffer erzielen konnte, beendete Iwanzik seine Profilaufbahn.
Iwanzik ging ins Emsland zurück und übernahm bis 1980 als Spielertrainer den TuS Lingen, den er bis in die Amateuroberliga führte. Daran anschließend übte er die gleiche Funktion bei Union Meppen aus, bevor er 1983 seine Spieler- und Trainerlaufbahn beendete.

## Privates
Iwanzik kehrte nach seiner Profilaufbahn in seinen erlernten Beruf als Bankkaufmann zurück und war jahrelang Leiter in der Anlageberatung der Sparkasse Emsland.
2003 kam er noch einmal zum TuS Lingen und übernahm für zwei Jahre das Amt des Sportlichen Leiters, welches er in der Saison 2008/2009 aufgrund einer Vakanz noch einmal kommissarisch wieder wahrnahm.